# 小暑
- 立春
- 雨水
- 惊蛰
- 春分
- 清明
- 谷雨
- 立夏
- 小满
- 芒种
- 夏至
- 小暑
- 大暑
- 立秋
- 处暑
- 白露
- 秋分
- 寒露
- 霜降
- 立冬
- 小雪
- 大雪
- 冬至
- 小寒
- 大寒

| 歲   | 開始             | 結束             |
| ---- | ---------------- | ---------------- |
| 辛巳 | 2001-07-07 01:06 | 2001-07-22 18:26 |
| 壬午 | 2002-07-07 06:56 | 2002-07-23 00:14 |
| 癸未 | 2003-07-07 12:35 | 2003-07-23 06:04 |
| 甲申 | 2004-07-06 18:31 | 2004-07-22 11:50 |
| 乙酉 | 2005-07-07 00:16 | 2005-07-22 17:40 |
| 丙戌 | 2006-07-07 05:51 | 2006-07-22 23:17 |
| 丁亥 | 2007-07-07 11:41 | 2007-07-23 05:00 |
| 戊子 | 2008-07-06 17:26 | 2008-07-22 10:54 |
| 己丑 | 2009-07-06 23:13 | 2009-07-22 16:35 |
| 庚寅 | 2010-07-07 05:02 | 2010-07-22 22:21 |
| 辛卯 | 2011-07-07 10:42 | 2011-07-23 04:11 |
| 壬辰 | 2012-07-06 16:40 | 2012-07-22 10:00 |
| 癸巳 | 2013-07-06 22:34 | 2013-07-22 15:56 |
| 甲午 | 2014-07-07 04:14 | 2014-07-22 21:41 |
| 乙未 | 2015-07-07 10:12 | 2015-07-23 03:30 |
| 丙申 | 2016-07-06 16:03 | 2016-07-22 09:30 |
| 丁酉 | 2017-07-06 21:50 | 2017-07-22 15:15 |
| 戊戌 | 2018-07-07 03:41 | 2018-07-22 21:00 |
| 己亥 | 2019-07-07 09:20 | 2019-07-23 02:50 |
| 庚子 | 2020-07-06 15:14 | 2020-07-22 08:36 |
| 辛丑 | 2021-07-06 21:05 | 2021-07-22 14:26 |
| 壬寅 | 2022-07-07 02:38 | 2022-07-22 20:07 |
| 癸卯 | 2023-07-07 08:30 | 2023-07-23 01:50 |
| 甲辰 | 2024-07-06 14:20 | 2024-07-22 07:44 |

數據來源：噴氣推進實驗室線上曆書系統
小暑，是中国传统历法中二十四节气之一，在每年的7月6日-7月8日之间，斗指丁，此时太阳位于黄经105°。
小暑的含义是天气开始炎热，却没有达到极致。小暑以出梅和入伏为标志，在这期间，中国大部分地区进入盛夏。

## 物候
- 温风至：至，極也，溫熱之風，至此而極矣。
- 蟋蟀居辟：一名蛩，一名蜻蛚，即今之促織也。《禮記》注曰：「生土中，此時羽翼稍成，居穴之壁，至七月則遠飛而在野矣。」蓋肅殺之氣，初生則在穴，感之深則在野而斗。
- 鷹乃學習：《元史志》改為鷹始摯。摯，搏擊也。應氏曰：「殺氣未肅。」鷙猛之鳥，始習於擊，迎殺氣也。

## 民俗
农历六月初六为天贶节。部分地区会将衣服、书籍等拿出来曝晒，以去除梅雨季节的湿气。

## 諺語
小暑小禾黃
小暑吃芒果
小暑溫暾大暑熱
小暑過，一日熱三分
小暑南風，大暑旱
小暑打雷，大暑破圩
小暑驚東風，大暑驚紅霞
六月初一，一雷壓九颱，無雷便是颱
大暑小暑，有米懶煮
小暑一声雷，倒转做黄梅

## 古籍相關
隋唐五代卷/卷二十一/時序部六/夏上/《禮》曰：
「小暑之日，溫風至，後五日蟋蟀居壁，後五日鷹乃學習。」

月令七十二候集解：
「六月節……暑，熱也，就熱之中分為大小，月初為小，月中為大，今則熱氣猶小也。」

黃曆：
「斗指辛為小暑，斯時天氣已熱，尚未達至極點，故名。」
註～斗即北斗七星的斗柄，當斗柄指向辛方位，也就是太陽黃經105度時，即為小暑

群芳譜：
「暑氣至此尚未極也」

二十四節令歌：
「小暑不算熱 大暑三伏天」
註～二十四節令歌全文請參照節氣

## 資料來源
- 行政院農委會/ 休閒與生活
- （简体中文）寧夏氣象信息服務網/ 風雨同網/ 氣象科普知識/ 小暑
- 陳意編輯，大紀元/驚蟄前後話農曆，20050305 （页面存档备份，存于）

1. ↑  . www.cma.gov.cn.   [2024-11-24]. （原始内容存档于2023-07-10）.
2. ↑  . www.moa.gov.tw.   [2024-11-24].